# Breakthrough Prize in Fundamental Physics
De Breakthrough Prize in Fundamental Physics is een Breakthrough Prize die sinds 2012 jaarlijks wordt uitgereikt aan wetenschappers die een doorbraak realiseerden in het domein van de fundamentele fysica. Aan de prijs is eveneens een geldsom van 3 miljoen Amerikaanse dollar verbonden.
Laureaten zijn:
- 2012: Nima Arkani-Hamed, Alan Guth, Alexei Kitaev, Maxim Kontsevitsj, Andrei Linde, Juan Maldacena, Nathan Seiberg, Ashoke Sen, Edward Witten
- 2013:  Stephen Hawking, Peter Jenni, Fabiola Gianotti (ATLAS), Michel Della Negra, Tejinder Virdee, Guido Tonelli, Joseph Incandela (CMS), Lyn Evans (LHC) en Alexander Polyakov
- 2014: Michael Green en John Henry Schwarz
- 2015: Saul Perlmutter en de leden van het Supernova Cosmology Project; Brian Schmidt, Adam Riess en de leden van het High-Z Supernova Team
- 2016: Ronald Drever, Kip Thorne, Rainer Weiss en de medewerkers aan het LIGO-project, Yifang Wang en Kam-Biu Luk en het Daya Bay-team, Atsuto Suzuki en het KamLAND-team, Koichiro Nishikawa en het K2K / T2K-team, Arthur B. McDonald en het team van het Sudbury Neutrino Observatory, Takaaki Kajita, Yoichiro Suzuki en het team van Super-Kamiokande
- 2017: Joseph Polchinski, Andrew Strominger, Cumrun Vafa
- 2018: Charles L. Bennett, Gary Hinshaw, Norman Jarosik, Lyman Page Jr., David Spergel en het WMAP science team, Jocelyn Bell Burnell
- 2019: Charles L. Kane, Eugene J. Mele, Sergio Ferrara, Daniel Z. Freedman, Peter van Nieuwenhuizen
- 2020: Event Horizon Telescope Collaboration (347 wetenschappers)
- 2021: Steven Weinberg, Eric G. Adelberger, Jens H. Gundlach en Blayne Heckel
- 2022: Hidetoshi Katori en Jun Ye
- 2023: Charles H. Bennett, Gilles Brassard, David Deutsch, Peter Shor
- 2024: John Cardy en Alexandre Zamolodtchikov
- 2025: Gerard 't Hooft